# Pedro Porro
Pedro Antonio Porro Sauceda (* 13. September 1999 in Don Benito) ist ein spanischer Fußballspieler. Er begann seine Karriere im Herrenbereich des FC Girona, für den er ab 2017 in zwei Spielzeiten aktiv war. Derzeit steht der A-Nationalspieler bei Sporting Lissabon unter Vertrag und ist seit Januar 2023 an Tottenham Hotspur verliehen.

## Karriere

### Verein
Pedro Porro begann 2008 bei Gimnástico Don Benito in seiner Geburtsstadt mit dem Fußballspielen. Nach sieben Jahren verpflichtete ihn Rayo Vallecano für dessen Jugend. 2017 nahm in der FC Girona in den Verein auf. Am 28. November 2017 spielte er erstmals im Herrenbereich in der Auswärtspartie in der Copa del Rey bei UD Levante. Nach 80 Spielminuten wurde er für Johan Mojica eingewechselt. Neben seiner Ausbildung in der Jugend des Vereins wurde er ebenfalls in der zweiten Herrenmannschaft, die als FC Peralada antritt, in der drittklassigen Segunda División B eingesetzt. Dort absolvierte er fünf Partien und erzielte drei Tore.
Zur Saison 2018/19 wurde Porro in den Kader der ersten Mannschaft aufgenommen. In dieser erarbeitete er sich in der Liga schon zu Beginn der Saison einen Stammplatz. Bis zum Ende der Hinrunde wurde er nur in 2 von 19 Partien nicht eingesetzt. Zu Saisonende stieg er mit Girona in die Segunda División ab.
Am 8. August 2019 wechselte Porro zum englischen Erstligisten Manchester City. Vier Tage später wechselte Porro erneut, dieses Mal leihweise zurück nach Spanien zum Erstligisten Real Valladolid für die Saison 2019/20. Die Spanier sicherten sich zudem eine Kaufoption nach Ablauf der Leihe Mitte 2020. Porro absolvierte insgesamt 13 Ligaspiele für Valladolid, die bestehende Kaufoption zog man nicht.
Im August 2020 verlieh Manchester City Porro für zwei Jahre mit anschließender Kaufoption nach Portugal an Sporting Lissabon. Dort konnte er sich als Stammspieler durchsetzen und gewann mit dem Verein 2021 die portugiesische Meisterschaft sowie 2021 und 2022 den Ligapokal. Nach Ablauf der Leihe verpflichtete ihn Sporting Lissabon im Sommer 2022 daraufhin fest. Im Januar 2023 wurde Porro an Tottenham Hotspur verliehen.

### Nationalmannschaft
Porro fand im März 2019 erstmals Berücksichtigung bei einer Nominierung für Länderspiele der U21 Spaniens. Am 21. März 2019 debütierte er in einem Spiel gegen die rumänische U21 und wurde beim 1:0-Heimsieg seiner Mannschaft über die gesamte Spieldauer eingesetzt.
Ende März 2021 kam er beim 2:1-Sieg im WM-Qualifikationsspiel in Georgien erstmals in der A-Nationalmannschaft zum Einsatz.

### Erfolge
- Europa-League-Sieger: 2025
- Portugiesischer Meister: 2021
- Portugiesischer Ligapokal: 2021, 2022